# Свистач рудий
Свистач рудий (Dendrocygna bicolor) — вид водних птахів родини качкових (Anatidae). Поширений у багатьох тропічних регіонах світу.

## Поширення
Свистач рудий живе в Індії, М'янмі, у Субсахарській Африці, на Мадагаскарі, в Південній Америці, Карибському басейні, Мексиці та півдні Сполучених Штатів. Цей птах живе біля водойм, боліт і широких річкових плесів.

## Опис
Довжина тіла 45–55 см, довжина крил 20–23,5 см; маса тіла самиць 595—964 г, самців 545—958 г. Качка має жовто-коричневу голову та низ тулуба, коричнево-чорний верх тулуба та блакитні ноги.

## Спосіб життя
Свистач рудий живиться рослинами і водними безхребетними. Самиця відкладає приблизно 6–13 яєць. Інкубація триває 24–26 днів. Молодняк стає повністю самостійним приблизно через 60 днів.